# Campeonato Rondoniense de Futebol de 2021
O Campeonato Rondoniense de Futebol de 2021 foi a 80.ª edição da divisão principal do campeonato Estadual de Rondônia. A competição deu ao campeão Porto Velho vaga para a Copa do Brasil de 2022, uma vaga para o vice Real Ariquemes na Copa Verde de 2022 e além disso duas vagas na Série D de 2022 para o campeão e vice.

## Regulamento
Na primeira fase, os 8 times são divididos em dois grupos regionalizados e jogam contra os rivais da mesma chave em dois turnos. As equipes foram divididas em duas chaves e disputarão o campeonato que terá 3 fases: na primeira, os clubes jogarão dentro dos seus grupos em jogos de ida e volta, classificando-se os dois primeiros colocados por pontos ganhos de cada chave que seguirão para a semifinais, que depois, serão conhecidos os dois clubes que disputarão a grande final do Estadual e os piores de cada chave são rebaixados.

## Equipes participantes
| Barcelona Porto Velho Porto Velho: Genus Rondoniense Porto Velho Real Ariquemes Guaporé Ji-Paraná U. CacoalenseLocalização da sede dos clubes no estado. | Barcelona Porto Velho Porto Velho: Genus Rondoniense Porto Velho Real Ariquemes Guaporé Ji-Paraná U. CacoalenseLocalização da sede dos clubes no estado. | Barcelona Porto Velho Porto Velho: Genus Rondoniense Porto Velho Real Ariquemes Guaporé Ji-Paraná U. CacoalenseLocalização da sede dos clubes no estado. | Barcelona Porto Velho Porto Velho: Genus Rondoniense Porto Velho Real Ariquemes Guaporé Ji-Paraná U. CacoalenseLocalização da sede dos clubes no estado. | Barcelona Porto Velho Porto Velho: Genus Rondoniense Porto Velho Real Ariquemes Guaporé Ji-Paraná U. CacoalenseLocalização da sede dos clubes no estado. | Barcelona Porto Velho Porto Velho: Genus Rondoniense Porto Velho Real Ariquemes Guaporé Ji-Paraná U. CacoalenseLocalização da sede dos clubes no estado. | Barcelona Porto Velho Porto Velho: Genus Rondoniense Porto Velho Real Ariquemes Guaporé Ji-Paraná U. CacoalenseLocalização da sede dos clubes no estado. |
| --- | --- | --- | --- | --- | --- | --- |